# Indium(I)-oxid
Indium(I)-oxid ist eine chemische Verbindung von Indium und Sauerstoff. Das schwarze Oxid ist bei Raumtemperatur ein Feststoff mit einer Dichte von 6,31 g·cm−3.

## Gewinnung und Darstellung
Indium(I)-oxid kann durch Reduktion von Indium(III)-oxid mit Indium oder durch Reaktion von Indium mit Wasser bei 850 °C gewonnen werden.

## Eigenschaften
Indium(I)-oxid ist ein schwarzer Feststoff, der in dünnen Schichten durchscheinend gelb aussieht. Die Verbindung geht beim Erhitzen an Luft in Indium(III)-oxid über. Sie ist beständig gegen kaltes Wasser und löst sich in Salzsäure auf.